# Ču Jou-jüan
Ču Jou-jüan (čínsky pchin-jinem Zhū Yòuyuán, znaky 朱祐杬; 22. července 1476 – 13. července 1519) byl čínský princ z dynastie Ming. Byl čtvrtým synem císaře říše Ming Čcheng-chuy a otcem císaře Ťia-ťinga.

## Život
Matkou Ču Jou-jüana byla jedna z konkubín mingského císaře Čcheng-chuy, její příjmení bylo Šao (邵). Ču Jou-jüan byl čtvrtý syn Čcheng-chuy. Dva nejstarší synové císaře brzy zemřeli, jeho nástupcem se proto stal třetí syn Ču Jou-tchang (známý jako císař Chung-č’). S nástupem Chung-č’a na trůn roku 1487 obdržel Ču Jou-jüan titul knížete ze Sing (興王). Roku 1492 se oženil s paní Ťiang, dcerou důstojníka císařské gardy. Od roku 1494 žil ve svém údělu v An-lu poblíž Čung-siangu v dnešní městské prefektuře Ťing-men v provincii Chu-pej. Byl považován za vzdělaného a kultivovaného muže.
Ču Jou-jüan zemřel 13. července 1519. Měl dva syny a čtyři dcery. Starší syn zemřel ve věku pěti dní v červenci 1500; o sedm let mladší Ču Chou-cchung zdědil otcovo postavení.
O dva roky později, roku 1521, zemřel bez potomka Chung-č’ův syn a nástupce císař Čeng-te. Jeho nejbližší mužský příbuzný Ču Chou-cchung byl vybrán novým císařem (známý je jako císař Ťia-ťing. Ťia-ťing poté v několikaletém sporu s velkými sekretáři a úředníky prosadil udělení císařské hodnosti svému otci, matce i babičce (paní Šao).
Po smrti Ču Jou-jüan obdržel posmrtné jméno kníže Sien ze Sing (興獻王, Sing Sien wang). Po nástupu syna na císařský trůn byl roku 1521 povýšen na císaře s posmrtným jménem Č’-tchien šou-tao chung-te jüan-žen kchuan-mu čchun-šeng kung-ťien ťing-wen sien chuang-ti (知天守道洪德淵仁寬穆純聖恭簡敬文獻皇帝)